# Dravidoseps srivilliputhurensis
Dravidoseps srivilliputhurensis — вид сцинкоподібних ящірок родини сцинкових (Scincidae). Ендемік Індії. Описаний у 2024 році.

## Поширення і екологія
Dravidoseps srivilliputhurensis відомі з кількох місцевостей, розташованих на східних схилах Західних Гат у тигровому заповіднику Шривіллипутур-Мегамалай в штаті Тамілнад. Вони живуть в сухих і вологих листяних або напіввічнозелених тропічних лісах, на висоті від 200 до 1000 м над рівнем моря.